# Agrilus impexus
Agrilus impexus är en skalbaggsart som beskrevs av Horn 1891. Agrilus impexus ingår i släktet Agrilus och familjen praktbaggar. Inga underarter finns listade i Catalogue of Life.